# Apterostigma jubatum
Apterostigma jubatum (лат.) — вид примитивных муравьёв-грибководов (Attini) рода Apterostigma из подсемейства Myrmicinae. Эндемик Южной Америки.

## Распространение
Южная Америка: Бразилия, Боливия, Колумбия, Перу.

## Описание
Мелкие муравьи коричневого цвета. Голова спереди с яйцевидными лобными долями; передняя часть наличника с вогнутым профилем и выпуклый посередине; нижние челюсти с 7–8 зубцами; высокий плечевой выступ. Усики рабочих и самок 11-члениковые, у самцов состоят из 12 сегментов. Нижнечелюстные щупики 3-члениковые, нижнегубные щупики состоят из двух сегментов (формула щупиков 3,2). Стебелёк между грудкой и брюшком состоит из двух члеников: петиоля и постпетиоля (последний отделён от брюшка), жало развито, куколки голые (без кокона). Петиоль вытянутый, без явного узелка.

## Таксономия
Вид был впервые описан в 1925 году американским мирмекологом Уильямом Уилером.